# Sinéad Cusack
Sinéad (AFI: [ʃə'neɪd]) Moira Cusack  (nacida el 18 de febrero de 1948) es una actriz irlandesa que ha participado en teatro, cine y televisión desde final de los años 60.

## Biografía
Nació en Dalkey, condado de Dublín, en el seno de una familia de actores.
Es hija de los actores Cyril Cusack y Mary Margaret "Maureen" Kiely-Cusack. 
Sus hermanos son Paul Cusack (director), Padraig Cusack (productor) y las actrices Sorcha Cusack y Niamh Cusack, su media hermana es la actriz Catherine Cusack.
Cusack salió con el actor irlandés Vincent Dowling, de quien quedó embarazada. Sinead dio a luz a un hijo en 1968 al que dio en adopción: el político trotskista irlandés Richard Boyd Barrett, más tarde se reunió con él, con quien ahora mantiene contacto.
Desde 1978 está casada con el actor británico Jeremy Irons, con el que tiene dos hijos, Samuel James, nacido el 16 de septiembre de 1978, y el actor Max Irons, nacido el 17 de octubre de 1985.

## Carrera
Empezó su carrera artística en Abbey Theatre de Dublín. En 1970, debutó con Peter Sellers en la película Hoffman. 
En 1975, se trasladó a Londres para unirse a la Royal Shakespeare Company. Su primera actuación en Broadway tuvo lugar en 1984, como miembro de la Royal Shakespeare Company. 
Tras una exitosa carrera con la compañía inglesa, en 1992 apareció en la película Waterland, junto a su marido Jeremy Irons.
Apareció como invitada en la popular serie Agatha Christie’s Poirot.
Entre los papeles que ha llevado a cabo, destacan el de Mrs. Thornton en la serie de la BBC Norte y Sur, de 2004, y Promesas del Este en 2007. 
En cuanto a su carrera teatral, se ha proclamado ganadora de varios premios, como el Evening Standard Award de 1998 a la Mejor Actriz, y el Critics' Circle Theatre Award a la Mejor Actriz de Teatro ese mismo año.
Recientemente ha participado en The Bridge Project, donde ha interpretado el papel de Ranevskaya en The Cherry Orchard de Chéjov, y el papel de Paulina en The Winter’s Tale de Shakespeare, bajo la dirección de Sam Mendes.

## Apoyo
Sinéad Cusack apoya la Burma Campaign UK, un grupo pro derechos humanos londinense que centra sus esfuerzos en Birmania.

## Filmografía

### Teatro
| Año  | Obra               | Personaje  | Director (es) | Teatro | Notas                                                                    |
| ---- | ------------------ | ---------- | ------------- | ------ | ------------------------------------------------------------------------ |
| 2009 | A Winter's Tale    | -          | Sam Mendes    | -      | junto a Simon Russell Beale, Morven Christie, Rebecca Hall y Ethan Hawke |
| 2009 | The Cherry Orchard | Ranevskaya | Sam Mendes    | -      | junto a Simon Russell Beale, Rebecca Hall, Morven Christie y Ethan Hawke |